# Măgureni (okręg Prahova)
Măgureni – wieś w Rumunii, w okręgu Prahova, w gminie Măgureni. W 2011 roku liczyła 4095 mieszkańców.